# Leo de Bekker
Leonardus Antonius Maria (Leo) de Bekker (Empel, 2 december 1923 – aldaar, 21 augustus 2007) was een Nederlands politicus. Namens de Katholieke Volkspartij was hij tussen 1966 en 1977 lid van de Tweede Kamer der Staten-Generaal.

## Levensloop
De Bekker was de oudste zoon van A.A.H. de Bekker, landbouwer en vanaf 1930 burgemeester van Empel en Meerwijk. In 1948 werd hij wethouder in dezelfde gemeente. Net als zijn vader was hij tevens eigenaar van een landbouwbedrijf.
In 1966 werd hij gekozen in de Tweede Kamer. Hij hield zich met name bezig met landbouw en waterstaatsaangelegenheden. In 1977 leidde een amendement van De Bekker tot de kabinetscrisis over de grondpolitiek en de val van het kabinet-Den Uyl. De Bekker keerde na de Tweede Kamerverkiezingen 1977 niet meer terug in de Haagse politiek. Hij was van 1975 tot 1989 dijkgraaf van waterschap De Maaskant.

## Onderscheidingen
De Bekker werd op 27 april 1984 geridderd tot Officier in de Orde van Oranje-Nassau. In 1975 werd hij benoemd tot ridder in de Orde van Sint-Gregorius de Grote, een onderscheiding uitgereikt door het Vaticaan. In 2003 ontving hij het Grootkruis in de Orde van de H. Paus Sylvester

## Persoonlijk
Leo de Bekker was rooms-katholiek. Hij trouwde in 1955 met Bets Galema. Uit dit huwelijk werden zes kinderen geboren. Na het overlijden van zijn vrouw hertrouwde hij in 1987 met Clasien Galema, een zus van zijn eerste vrouw.
Felix de Bekker, oud-wethouder van Etten-Leur, is een achterneef van hem.
- Biografisch Portaal: 42722270
- Parlement.com: vg09lkxvlmxh